# Ao (mitologia chińska)
Ao (chin. trad. 鰲, chin. upr. 鳌, pinyin Áo) – w mitologii chińskiej olbrzymi żółw, w niektórych wariantach mitu przedstawiany jako ryba, żyjący w głębi wschodniego oceanu. Zgodnie z dawnymi chińskimi wierzeniami Nüwa miała odrąbać nogę Ao i użyć jej do podparcia strzaskanej góry Buzhou, jednego z filarów świata. Według późniejszych podań cały świat został przez Nüwę oparty na czterech łapach Ao.
W okresie cesarstwa wierzono, że ziemia spoczywa na skorupie Ao, dlatego pamiątkowe kamienne stele często ustawiano na grzbietach żółwi.